# Chery Elara
Chery Elara (також відома як Chery A5, кодова назва A21) — 4-й дверний седан з об'ємом двигунів 1,6 л та 2,0 л потужністю 110 к.с. та 130 к. с. відповідно.
Станом на 2010 рік в Україні продаються автомобілі 2008 року випуску лише з дволітровим двигуном: у максимальній комплектації (Luxury) - за ціною 85680 грн., у базовій комплектації (Base) - 72080 грн. Комплектація Comfort не пропонується. Гарантія 3 роки або 100000 км пробігу.

### Альтернативні назви
- Speranza A516 (Єгипет)
- Chery Fora, Vortex Estina (Росія)
- Chery A5/A520 (Світ) 1,6л/2,0л

## Двигуни і коробки передач

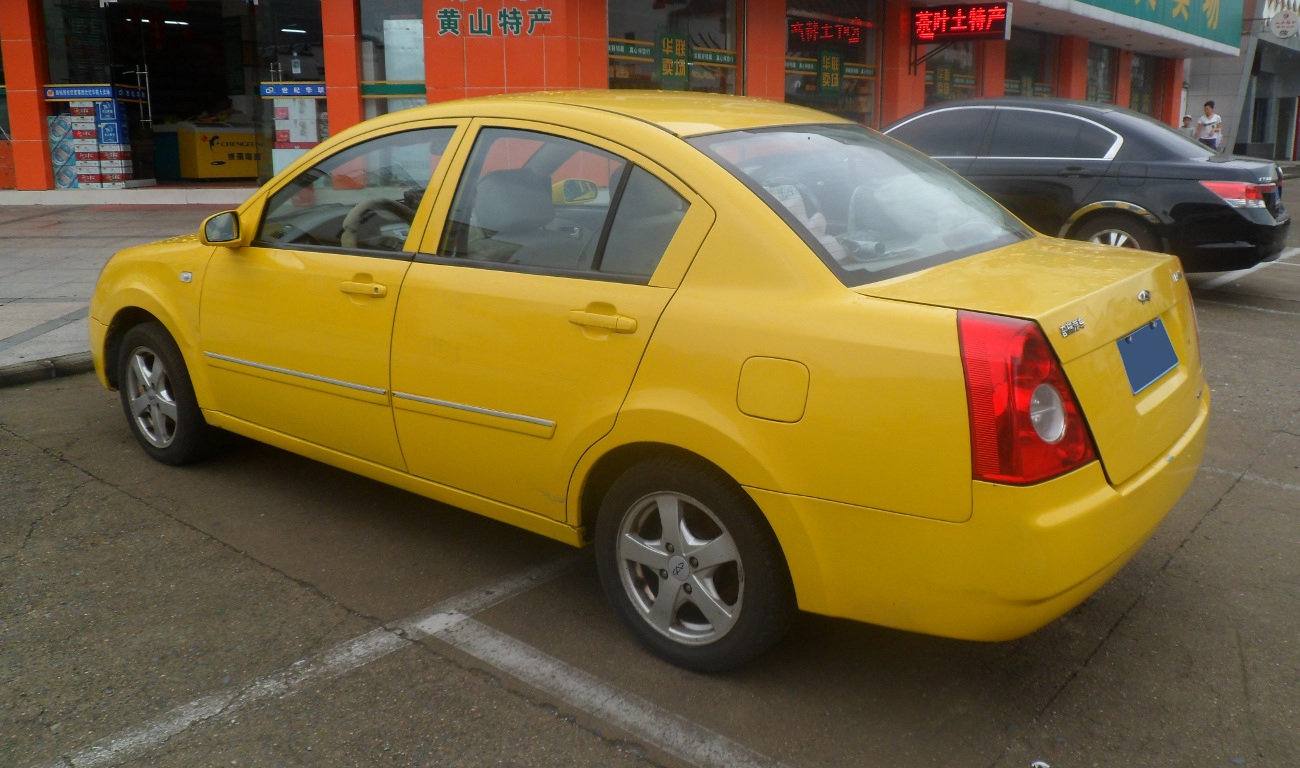
Chery Elara

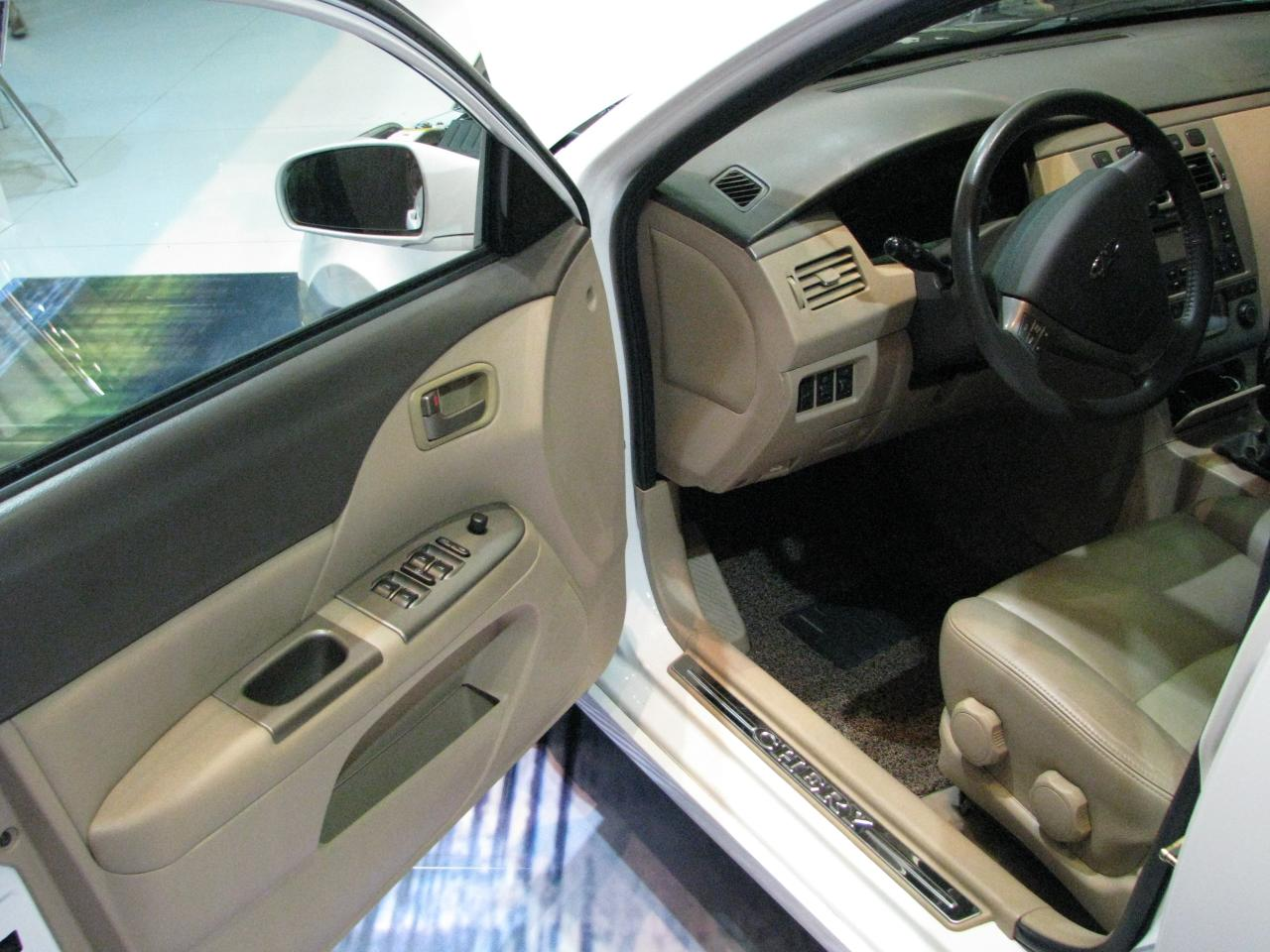

Використовуються двигуни різного обсягу:
- SQR477F - 1,5 л чотирициліндровий SOHC 16V з робочим об'ємом в 1497 см³ і потужністю в 80 кВт (109 к.с.).
- SQR481F - 1,6 л чотирициліндровий DOHC 16V з робочим об'ємом в 1597 см³ і потужністю в 87,5 кВт (119 к.с.).
- SQR481FC - 1,8 л чотирициліндровий DOHC 16V з робочим об'ємом в 1845 см³ і потужністю в 97 кВт (132 к.с.).
- SQR484F - 2,0 л чотирициліндровий DOHC 16V з робочим об'ємом в 1971 см³ і потужністю в 95-102 кВт (129-139 к.с.).

Двигуни встановлюються поперек в передній частині автомобіля, приводять в рух передні колеса. Двигуни мають чотири циліндри і 16 клапанів. Корпус двигуна вилитий з алюмінію, що дає виграш приблизно в 15 кг. Бензинові мотори відповідають екологічному стандарту Євро-4. Мотори Chery сімейства ACTECO випускають на новітньому (відкрився тільки в 2006 році) сучасному підприємстві. На міжнародній автомобільній виставці SIA в 2008 році, був представлений Chery Elara Hybrid бензиновий двигун 1.3 16V (65 кВт) і електромотор (15 кВт).
Коробка передач
- 5-швидкісна МКПП
- 4-швидкісна АКПП

Управління та гальма
У всіх версіях встановлена система рульового управління з гідравлічним підсилювачем керма з рейковим рульовим механізмом, з діаметром розвороту 10,6 метра. Автомобіль оснащений попереду внутрішньо-вентильованими гальмівними дисками діаметром 275 мм; ззаду - гальмівними дисками діаметром 255 мм. У гальмівну систему штатно входить ABS, EBD. Дорожній просвіт при повному завантаженні становить 124 мм. Гальмівний шлях автомобіля на швидкості 100 км/год - 42,3 метра.

## Технічні характеристики
| Характеристика              | Показник                                                                                            |
| Двигун                      | 2.0L(ACTECO) 1.6L(ACTECO)                                                                           |
| Трансмісія                  | |
| Тип                         | передньопривідна                                                                                    |
| Коробки передач             | механічна, п'ятиступенева                                                                           |
| Розміри                     | |
| Довжина                     | 4552 мм                                                                                             |
| Висота                      | 1483 мм                                                                                             |
| Ширина                      | 1750 мм                                                                                             |
| База                        | 2600 мм                                                                                             |
| Колія спереду/ззаду         | 1505/1505 мм                                                                                        |
| Мінімальний радіус повороту | 5,3 м                                                                                               |
| Мінімальний кліренс         | 124 мм                                                                                              |
| Об'єм багажника             | 483 л                                                                                               |
| Вага                        | |
| Маса споряджена             | 1290 кг                                                                                             |
| Маса повна                  | 1665 кг                                                                                             |
| Колісна формула             | 2x4                                                                                                 |
| Привід                      | Передній                                                                                            |
| Привід                      | Передній                                                                                            |
| Гальма                      | |
| Передні                     | дискові вентильовані                                                                                |
| Задні                       | дискові                                                                                             |
| Підвіска                    | |
| Передня                     | Незалежна McPherson з поперечним стабілізатором та гідравличними телескопічними амортизаторами      |
| Задня                       | Незалежна багатоважільна з поперечним стабілізатором та гідравличними телескопічними амортизаторами |

## Двигуни
- 1.5 L SQR477F I4 109 к.с.
- 1.6 L SQR481F I4 117 к.с.
- 1.8 L SQR481FC I4 129 к.с.
- 2.0 L SQR484F I4 137 к.с.